# Skaanes Overgang fra Danmark til Sverige
Skaanes Overgang fra Danmark til Sverige med underteksten: Studier over nationalitetsskiftet i de skaanske landskaber i de nærmeste slægtled efter Brømsebro- og Roskildefredene (1906-1958) i fire bind er en historisk fremstilling  af professor Knud Fabricius. Værkets fire bind blev udgivet mellem 1906-1958 på Nordisk Forlag og anses for at være standardværket inden for emnet  og Knud Fabricius' livsværk. Han begyndte det som ung historiker og afsluttede det efter pensioneringen.

## Referecer
1. ↑  Omtale på LIBRIS, under Kungliga biblioteket
2. ↑  https://portal.research.lu.se/ws/files/6039074/770137.doc
3. ↑  Omtale på kildeskriftselskabet.dk